# Erwin Hielscher
Erwin Hielscher (* 19. Dezember 1898 in Halle (Saale); † 16. Juni 1971 in München) war ein deutscher Bankkaufmann. Von 1946 bis 1964 war er Stadtkämmerer von München. In seine Amtszeit fielen schwierige Aufgaben im Zusammenhang mit den Kriegszerstörungen und dem rapiden Bevölkerungszuwachs der Stadt. Im Vorfeld der Gründung der Bundesrepublik wirkte er in der Sonderstelle Geld und Kredit in Bad Homburg maßgebend an der Vorbereitung der Währungsreform mit. Als Vertreter der Gruppe der Gewerkschaften gehörte er von 1947 bis zu seinem Tod dem Bayerischen Senat an.

## Leben
Nach dem Besuch der Oberrealschule trat Hielscher 1915 als Banklehrling in die Gewerbebank in Halle ein. Seine Ausbildung wurde durch seine Einberufung zum Kriegsdienst unterbrochen. Ab 1919 setzte er seine Lehre fort und war bis 1920 bei der Gewerbebank tätig. Dann wechselte er zum Bankgeschäft Reinhold Stechner in Halle und kam 1922 als Leiter der Effektenabteilung des Bankhauses H. Aufhäuser (später Seiler & Co.) nach  München. Er erhielt 1923 Handlungsvollmacht und 1942 Prokura. Zu Beginn der 1940er Jahre übernahm er kurzzeitig Posten in der Geschäftsleitung der Münchener Firmen Gloria-Hausgasversorgung und Josef Pankofer & Co., wurde dann aber erneut an die Front gerufen.
Als die Militärbehörden der Besatzungsmächte 1948 Experten zu einer geheimen Beratung nach Fuldatal-Rothwesten bestellten, um Einzelheiten der Währungsreform unter Leitung des US-Ökonomen Edward A. Tenenbaum vorzubereiten, nahm er teil.

## Ehrungen
- 1961: Bayerischer Verdienstorden
- 1964: Goldene Bürgermedaille der Landeshauptstadt München.
- 2006: Benennung einer Straße im Münchener Stadtbezirk Aubing-Lochhausen-Langwied

## Veröffentlichungen
- Der Leidensweg der deutschen Währungsreform. München 1948
- Das Jahrhundert der Inflationen in Deutschland. München 1968